# کلیسای جامع ارتدکس قبطی مرقس قدیس (اسکندریه)
کلیسای جامع ارتدکس قبطی مرقس قدیس (عربی: الكاتدرائية المرقسية (الإسكندرية)) توسط مرقس رسول بنیان گذاشته شد. وی در سال ۶۲ میلادی به اسکندریه آمد و این آغاز کلیسای ارتدکس قبطی در مصر بود. او اهالی آنجا را به مسیحیت بشارت داد و جریان رسولی اسکندریه معروف به کلیسای ارتدکس قبطی را بنیان گذاشت.
کلیسای سنت مارک اسکندریه به مدت هزار سال تبدیل به مقر اصلی پاپ قبطیان شد و سپس چندین بار نقل مکان کرد، تا اینکه الان در سرزمین آنبا روئیس عباسیه قرار دارد.

## تاریخچه
در سال ۶۸ میلادی، سنت مارک در اسکندریه کشته شد. جسد او در کلیسا قرار داده شد. در سال ۳۱۱ میلادی، کمی قبل از کشته شدن پاپ پطرس آخرین نماز خود را بر روی آرامگاه سنت مارک برپا کرد. در آن زمان کلیسا یک اتاق کوچکی برای عبادت در ساحل بندر شرقی بود، جایی که جسد مارک سنت و بعضی از جانشینانش در آن قرار داشت.
کلیسا بیش از یک بار در طول تاریخ ویران و بازسازی شده‌است و در سال ۱۸۷۰ در سبک بیزانس ساخته شده و با تعداد زیادی طاقهای زیبا تزئین شده‌است. در سال ۱۹۵۲ پاپ جوزف دوم کلیسای جامع جدید را افتتاح کرد و با اولین قدیسین آنجا نماز گزارد.

## معماری
هنگامی که از دروازه بیرونی کلیسا وارد می‌شویم، ساختمانی را در سمت چپ می‌یابیم که مربوط به قرن گذشته‌ است و شامل مقر پاپ و نماینده‌اش در اسکندریه و تالار کالج دانشکده اکلیرکی است (که در علوم مسیحی تخصص دارد).
در ابتدای ورود از دروازه، دو نماد عتیقه در دو طرف می‌یابیم که نماد عیسی مسیح و مریم عذرا است که با طلا و نقره تزئین شده‌ است و نماد عتیقه‌ای برای مارک سنت و مارگارژ نیز وجود دارد. در داخل کلیسا، دو نماد در سمت چپ آنتونیا و شنوده و در سمت راست نماد مارمینا که همه آنها بر اساس هنر قبطی ساخته شده‌است.